# Carouge (oiseau)
Pour les articles homonymes, voir Carouge (homonymie).
Taxons concernés
Des espèces de la famille
des Icteridae, appartenant aux genres :
- Agelaius ;
- Agelasticus ;
- Chrysomus ;
- Gymnomystax ;
- Nesopsar ;
- Xanthocephalus ;
- etc. (voir texte pour la liste complète)modifier

En ornithologie, l'appellation Carouge désigne des espèces de passereaux américains de plusieurs genres de la famille des Icteridae.

## Liste des carouges
- Carouge à calotte rousse – Chrysomus ruficapillus
- Carouge à capuchon – Chrysomus icterocephalus
- Carouge à épaulettes – Agelaius phoeniceus
- Carouge à œil clair – Agelasticus xanthophthalmus
- Carouge à tête jaune – Xanthocephalus xanthocephalus
- Carouge de Californie – Agelaius tricolor
- Carouge de Cuba – Agelaius assimilis
- Carouge de Jamaïque – Nesopsar nigerrimus
- Carouge de Porto Rico – Agelaius xanthomus
- Carouge galonné – Agelasticus thilius
- Carouge loriot – Gymnomystax mexicanus
- Carouge safran – Xanthopsar flavus
- Carouge unicolore – Agelasticus cyanopus
- Petit Carouge – Agelaius humeralis